# (13989) Murikabushi
(13989) Murikabushi est un astéroïde de la ceinture principale.

## Description
(13989) Murikabushi est un astéroïde de la ceinture principale. Il fut découvert le 16 janvier 1993 à Geisei par Tsutomu Seki. Il présente une orbite caractérisée par un demi-grand axe de 2,38 UA, une excentricité de 0,29 et une inclinaison de 14,6° par rapport à l'écliptique.

## Compléments